# Галичко-волинска држава
Галичко-волинска држава (струс. Королѣвство Русь) је била средњовековна кнежевина, а потом краљевина, која је настала крајем 12. века, уједињењем Галичке кнежевине са суседном Волинском кнежевином. Уједињење је извршено за време владавине кнеза Романа Мстиславича (у. 1205). Његов син и наследник Данило Романович (у. 1264) примио је 1253. године титулу краља Русије (лат. Rex Rusiae), чиме је галичко-волинска област постала језгро новопроглашене Краљевине Русије (лат. Regnum Rusiae). Пошто је краљевска титула била западног порекла, Данило није успео да наметне своју власт осталим руским кнежевима. Данилови наследници су фактички владали само у галичко-волинским областима, а краљевску титулу су употребљавали тек повремено, као израз својих претензија. Галичко-волинска држава је постојала до 1349. године, када је анектирана од стране Краљевине Пољске.

## Историја
Током 12. века, у склопу поделе Кијевске Русије на удеоне државе, у западним областима су створене две значајне кнежевине: Галичка и Волинска. Након неколико покушаја, поменуте кнежевине су се 1199. године ујединиле у Галичко-волинску кнежевину, што је остварено када је волински кнез Роман Мстиславич (у. 1205) проширио своју власт и на суседну Галичку област. Кнез Роман је 1204. године одбио позив римског папе Иноћентија III да пређе на римокатолицизам.
Романов син и наследник, кнез Данило Романович (у. 1264) следио је у прво време очеву политику, али је касније био приморан да постане угарски, а потом и монголски вазал. Пошто је монголска најезда опустошила суседне, првенствено источне и јужне области, укључујући и сам Кијев, кнез Данило је био приморан да потражи ослонац у западним државама, па је 1253. године пристао да од римског папе Иноћентија IV прими краљевску круну и наслов краља Русије (лат. Rex Rusiae). Упркос добијању ове престижне титуле, Данило није успео да наметне своју власт осталим руским кнежевима, тако да је његова држава остала фактички ограничена на галичко-волинске области.
Данилов син Лав Данилович (у. 1301) знатно је уздигао моћ Галичко-волинске државе. у неколико наврата је сузбио утицаје и насртаје суседних држава (Угарске, Пољске и Литваније), што му је донело углед међу осталим руским кнежевима. Након његове смрти, држава је почела слабити, пошто је била непосредно угрожена од Златне хорде и осталих суседа. За време владавине потоњих галичко-волинских кнежева, суседне државе (Пољска и Литванија) су у неколико наврата угрозиле и сам опстанак кнежевине, која је 1349. године и коначно анектирана од стране Пољске.

### Западно савезништво
Татари су у интензивним нападима након 1240. опустошили готово све руске кнежевине и уништили град Кијев. Током својих напада ушли су на просторе Угарске и Пољске, а потом су се повукли преко украјинских степа у Азију. Онде су на доњем току реке Волге створили своје средиште Сарај које је представљало војно-политички центар западног регионалног каната Монголског царства, које је у следећем раздобљу контролисало готово целу источну Европу. Кнез Данило Галички (1228—1264) завршава борбу за престоље у Кијеву тек 1245. године. Он стиче чврсту власт у свим западним кнежевинама и ужем окружењу, али како би задржао независност ствара својеврсни обрамбени савез против Татара и гради јаче политичке везе с Пољацима, Литванцима и Угарима. Он сарађује и преговара с Римском црквом као јаким политичким савезником, те 1250. успоставља ново јако војно и политичко средиште град Лавов, који је испочетка представљао престижно утврђење у борби против Татара. Његов брат Васиљко показао се добрим и образованим сарадником, а такав је био и његов син Владимир Васиљкович, који је говорио неколико страних језика, бавио се књижевношћу и уметношћу, те је изградио неколико градића у Кнежевини Волинији.
За време своје владавине Данило гради чврсти политички утицај и углед у целој средишњој Европи, а Галичко-волинска држава територијално представља својеврсни обрамбени зид према западној Европи. Стара Украјина се овде показује заштитником хришћанске Европе и по други пут стиче назив пограничне земље која раздваја западну и источну културу. Године 1253. Данило је прихватио краљевску круну од Светог оца у Риму и успоставио краткорочну црквену унију између Источне и Западне цркве. Он је владао до 1264. године, када је умро у граду Холму где је и сахрањен. Његов брат Васиљко умро је 1270. године.
Најдоминантнији син краља Данила био је кнез Лав Данилович (1264—1301) који је до 1300. водио динамичне ратове у целокупном окружењу. Лав је преговарао и с Татарима настојећи да индиректно стекне што већу контролу над окупираним источним кнежевинама које су укључивале просторе данашње источне Украјине и западне Русије, те је настојао да заузме одређене територије у Пољској и Литванији. С Теутонским редом (Немцима) и Угарима мирно је сарађивао, те им је помагао да стекну стабилну контролу на њиховим просторима. Он се оженио угарском кнегињом Констанцом те је с њом имао сина Јурија. За време своје владавине град Лавов је учинио својим новим културним и политичким средиштем.
За време владавине његовог сина Јурија Лавича (1301—1315) уследило је релативно мирније раздобље у којем су западне украјинске кнежевине економски и културно јачале. Историјски документи указају да је Јуриј такође био окруњен за краља (лат. Georgius Rex Rusiae) те да је развијао блиске везе с утицајном Римском црквом. Почетком 14. века, у склопу нових политичких околности, патријарх Источне православне цркве у Цариграду, владарима Галичко-волинске државе нуди засебну метрополију која би се оделила од оне у опустошеном Кијеву. Почетком 15. века, све староруске метрополије поновно су имале средиште у Кијеву под именом Метрополија Кијева, Галиције и свих руских људи. За време Јурија многи украјински племићи ступају у брачне и родбинске везе с осталим европским племићким породицама.

### Губитак аутономије
Након Јурија, његова два сина Андриј Јуријович и Лав II Јуријович су владала до 1323. године. Оба су погинула у битци против Татара неоставивши мушке наследнике. То је поновно створило нестабилну политичку ситуацију у украјинским кнежевинама и уследила је унутрашња борба за превласт, коју су дуже време потенцирали и користили потенцијални окупатори Пољаци и Литавци те подређени племићи унутар кнежевина. Задњи староруски владар Галичко-Волињске државе био је кнез Јури II Волеслав Тројденович који је био на власти до 1340. године. Након њега су власт почели да преузимају литвански, пољски и други племићи, посљедњи међу њима био је Лиубартас Деметријус, који је владао до 1384. године.